# Praia das Aranhas
A Praia das Aranhas é uma praia situada na cidade de Florianópolis, na Ilha de Santa Catarina, estado de Santa Catarina. É uma larga faixa de areia branca, fina e límpida.
Praia de beleza indescritível, com ondas fortes, muito repuxo (muito perigosa), longas com características oceânicas.
Tem por limite sul a ponta das Aranhas, na pedra do Calhau Miudo, contígua ao norte com a Praia do Santinho.
É utilizada para surf na época da pesca da tainha, quando há proíbição da prática deste esporte em outras praias da ilha.